# Attone di Milano
Attone (Milano, ... – 1080 circa) è stato un cardinale e arcivescovo cattolico italiano.  Fu arcivescovo di Milano dal 1070 e almeno nominalmente fino alla sua morte.

## Biografia
Al momento della sua elezione ad arcivescovo, Attone era un giovane chierico e non apparteneva neanche al capitolo dei canonici ordinari della cattedrale di Milano.  Ciononostante, dopo le dimissioni di Guido da Velate, il patarino Erlembaldo impose Attone come nuovo arcivescovo.
Per questo motivo Attone dovette subito fronteggiare una notevole opposizione da parte dei milanesi, i quali addirittura lo aggredirono nel momento in cui tentava di entrare nel palazzo arcivescovile, e lo trasportarono a forza in cattedrale perché facesse pubblica rinuncia alla propria carica.
L'imperatore Enrico IV, supportando i milanesi, fece pressione per l'elezione di un altro arcivescovo, nella persona di Gotifredo da Castiglione, già scelto come successore dal dimissionario Guido da Velate.
L'elezione di Attone, invece, venne appoggiata dai papi riformatori che in quegli anni governarono la Chiesa romana, tanto che, a causa dell'opposizione incontrata a Milano, sicuramente già prima del 1073 Attone fuggì a Roma.  Ildebrando di Soana, che era divenuto papa Gregorio VII, lo considerò sempre l'unico ad avere il titolo per essere arcivescovo di Milano, e anzi lo creò cardinale (Attone fu il primo arcivescovo di Milano ad essere anche cardinale), dopo avere inflitto la scomunica a Gotifredo.
Durante gli anni della sua permanenza a Roma, Attone compose anche un Breviarium canonum, una compilazione di diritto canonico secondo una chiara impostazione "gregoriana".
Attone sarebbe rimasto in carica, sebbene solo nominalmente, sino agli ultimi suoi giorni di vita (secondo la tradizione sarebbe morto a Milano nel 1075, ma più probabilmente non fece mai ritorno in città è morì a Roma, sicuramente prima di Gregorio VII).